# Ivan Petrella

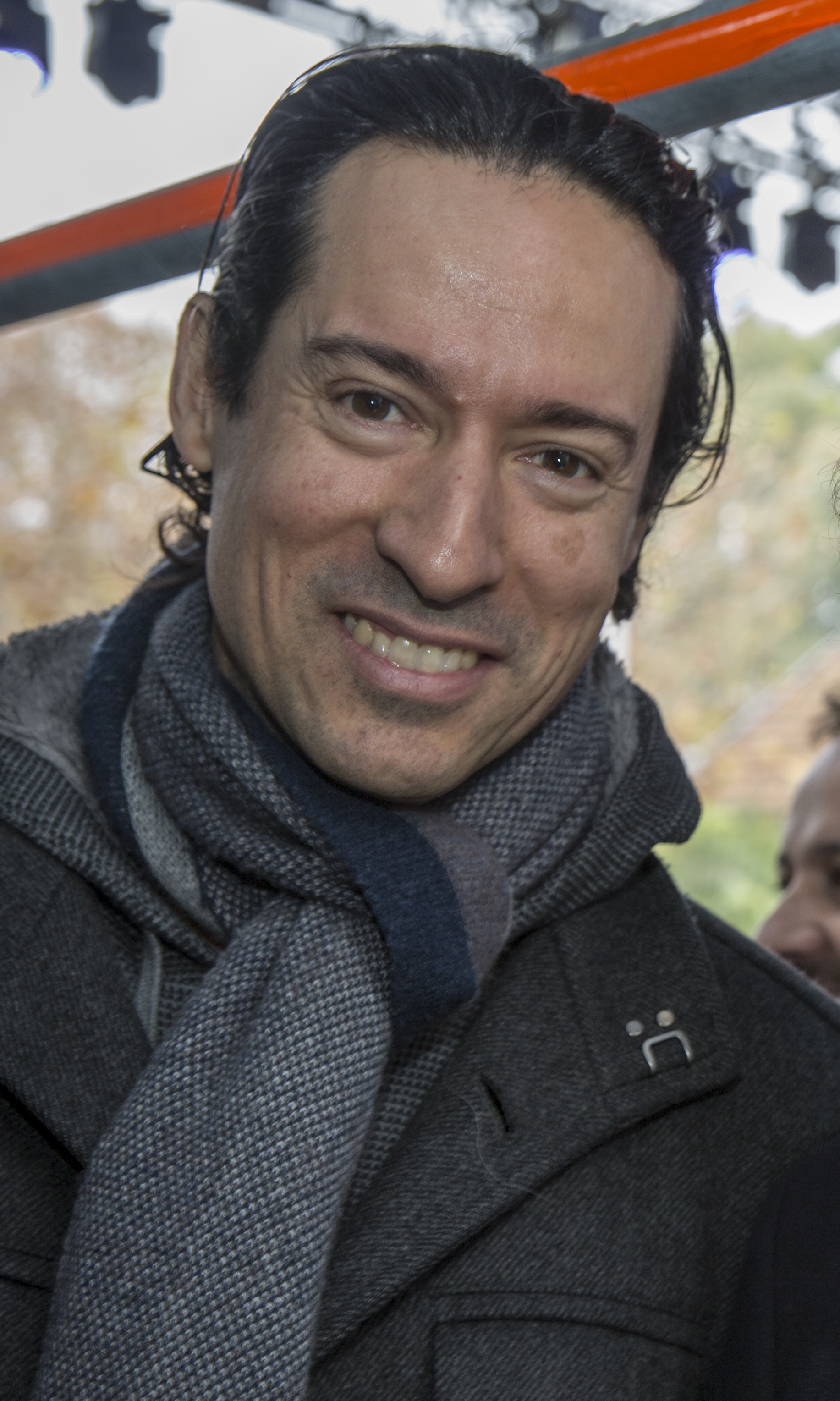
Ivan Petrella

Ivan Petrella (* 8. November 1969), auch Iván Petrella, ist ein argentinischer Theologe und politischer Publizist. Er ist Professor am Department of Religious Studies der University of Miami. 

## Leben
Petrella wuchs als Sohn des früheren Vizeaußenministers Argentiniens, Fernando Petrella, in einer katholischen Familie auf, betrachtet sich aber als Agnostiker. Er studierte Internationale Beziehungen an der Georgetown University und Theologie in Harvard, wo er auch seinen Ph.D. erwarb.

## Politisches und publizistisches Engagement
Petrella setzt sich mit Buchveröffentlichungen und durch seine Herausgebertätigkeit für eine programmatische Erneuerung der Befreiungstheologie ein. Dabei müsse die Option für die Armen zentral bleiben.
Der klassischen Theologie der Befreiung, wie sie in den 1970er Jahren in Lateinamerika entstand, wirft er eine unkritische Rezeption der Dependenztheorie vor, wodurch sie nach dem Ende der Diktaturen der Nationalen Sicherheit in einen Zustand politischer Handlungsunfähigkeit geraten sei. Die Befreiungstheologie müsse nunmehr ein neues historisches Projekt entwickeln, welches den veränderten politischen Umständen angepasst sei. Vorgezeichnet sieht Petrella ein solches Projekt in Roberto Ungers Theorie der „alternativen Pluralismen“.
Petrella gibt die Buchreihe Reclaiming Liberation Theology heraus (bis zu ihrem Tod 2009 gemeinsam mit Marcella Althaus-Reid). Während des US-amerikanischen Präsidentschaftswahlkampfs 2008 forderte er die Einrichtung einer religiösen Denkfabrik zur Unterstützung des demokratischen Kandidaten. Auch in seinem Heimatland Argentinien ist Petrella in politischen Debatten präsent.

## Werke (Auswahl)
- (Hrsg.): Latin American Liberation Theology. The Next Generation. Orbis Books, New York 2005, ISBN 1-57075-595-7.
- The Future of Liberation Theology. An Argument and Manifesto. SCM Press, London 2006, ISBN 978-0-334-04061-3.
- (Hrsg. u. a.): Another Possible World. SCM Press, London 2007, ISBN 978-0-334-04094-1.
- Beyond Liberation Theology. A Polemic. SCM Press, London 2008, ISBN 978-0-334-04134-4.